# Rusia Esperantista Unio
A 'Rusia Esperantista Unio (REU)  (magyar: Orosz Eszperantó Szövetség) egy oroszországi eszperantista szervezet, az Eszperantó Világszövetség (UEA) nemzeti szövetsége. 1991-ben alapították az 1989-ben alakult Sovetrespublikara Esperantista Unio országos szervezetének folytatására. A REU az 1930-as évekig működő, azonos nevű szovjet szervezet „szellemi és jogi örökösének” nevezi magát.

## Története
Az első eszperantó tankönyv (Unua Libro) oroszul jelent meg. Az első eszperantisták is oroszok vagy Oroszországban élők voltak. Az első névjegyzékben az első ezer eszperantista közül több mint nyolcszáz orosz volt. Oroszország különleges társadalmi körülményei okozhatták, hogy a reakciós cári országban az eszperantó eszméi széles körben megértésre találtak. Az oroszok adták az első eszperantista írókat is. Az összes első eszperantóról szóló vagy eszperantó nyelven írt könyv Varsóban jelent meg a cári cenzúra szigorú betartása mellett.
Már 1891-ben alakult több kisebb eszperantó csoport Moszkvában, de legalizálni nem sikerült őket. Csak 1892-ben, Szentpéterváron sikerült legitimálniuk az Espero egyletet. 
1904-ben, Ilja Davidovics Osztrovszkij – jaltai fogorvos – kapott engedélyt az Esperanto folyóirat kiadására, amelynek első dupla száma 1905 februárjában jelent meg Szentpéterváron. 1907-ben megalakult az Esperanto társaság is. 1908-ban az Espero és Esperanto társaságok Ruslanda Ligo Esperantista néven egyesültek. 1909-ben új eszperantó központot hoztak létre – az Esperanto kiadót és könyvesboltot, Moszkvában, valamint a La Ondo de Esperanto újságot. 1918–1919-ben nem kevesebb, mint 100 eszperantó egylet és csoport működött, ekkor már szovjet területen. 1921-ben az eszperantisták 3. Tutruslanda Kongreso de Esperanistoj idején bejelentették a Sovetrespublikara Esperantista Unio (SEU) megalakulását. 

## Fordítás
- Ez a szócikk részben vagy egészben  a   Rusia Esperantista Unio című eszperantó Wikipédia-szócikk ezen változatának fordításán alapul.  Az eredeti cikk szerkesztőit annak laptörténete sorolja fel. Ez a jelzés csupán a megfogalmazás eredetét és a szerzői jogokat jelzi, nem szolgál a cikkben szereplő információk forrásmegjelöléseként.